# Wschowa
Wschowa (udtale: Fs-hova [ˈfsxɔva], tysk: Fraustadt) er en by og en kommune (Gmina) i det vestlige Polen, der ligger i voivodskabet Lubusz (Województwo lubuskie) og har 13.533(2021) indbyggere og et areal på 	8,38 km². Den er administrationsby i powiatet (amt) Wschowa.
Den er et betydeligt turiststed, der indeholder mange vigtige historiske monumenter. Den er en del af den historiske region Storpolen. Engang en vigtig kongeby i Den polsk-litauiske realunion, og på grund af sin 1700-tals historie, kaldes den undertiden "Polens uofficielle hovedstad".

## Historie
Området blev en del af den nye polske stat under dens første historiske hersker Mieszko 1. i det 10. århundrede. Efter fragmenteringen af Polen udgjorde Wschowa oprindeligt en del af Hertugdømmet Storpolen, og blev nævnt i den pavelige bulle Ex commisso nobis fra 1136. Senere var Wschowa en grænsefæstning i en region, der var omstridt af polske hertuger af Schlesien og Storpolen. Efter at tyske kolonister havde etableret en bosættelse i nærheden, fik den Magdeburg-rettigheder omkring 1250.
- Sankt Stanislaus kirke
- Middelalderbymure
- barok rækkehuse på Slotspladsen (Plac Zamkowy)
- Helligtrekongers kirke
- Tidligere jesuiterhøjskole
- Bygning nær markedspladsen og byens springvand